# Order Odrodzenia Polski
Order Odrodzenia Polski, Polonia Restituta (PR) – drugie pod względem starszeństwa polskie państwowe odznaczenie cywilne (po Orderze Orła Białego), nadawane za wybitne osiągnięcia na polu oświaty, nauki, sportu, kultury, sztuki, gospodarki, obronności kraju, działalności społecznej, służby państwowej oraz rozwijania dobrych stosunków z innymi krajami. Ustanowione przez Sejm Rzeczypospolitej ustawą z 4 lutego 1921 jako najwyższe odznaczenie państwowe po Orderze Orła Białego. Na straży honoru Orderu stoi Kapituła Orderu. Dekretem Naczelnika Państwa Józefa Piłsudskiego z 20 grudnia 1921 został ustanowiony Statut Orderu „Odrodzenia Polski”. Rozporządzeniem z 23 kwietnia 1923 Prezydent Stanisław Wojciechowski ustanowił nowy Statut Orderu „Odrodzenia Polski”. 2 maja 1923 rozporządzenie zostało opublikowane w Monitorze Polskim nr 100, a dekret z 1921 utracił moc obowiązującą.
Noszony na czerwonej wstędze z białymi pasami po bokach, przez prawe ramię (w I klasie), na szyi (w II i III klasie) lub na lewej stronie piersi (IV i V klasa).
W polskim systemie orderowo-odznaczeniowym Order Odrodzenia Polski występuje po Orderze Orła Białego oraz Orderze Wojennym Virtuti Militari, a przed Orderem Krzyża Wojskowego, Orderem Krzyża Niepodległości i Orderem Zasługi Rzeczypospolitej Polskiej.

## Klasy
Order dzieli się na 5 klas.
| Klasy | Klasy                       | Baretka | Insygnia |
| ----- | --------------------------- | ------- | -------- |
| I     | Krzyż Wielki*               |         |          |
| II    | Krzyż Komandorski z Gwiazdą |         |          |
| III   | Krzyż Komandorski           |         |          |
| IV    | Krzyż Oficerski             |         |          |
| V     | Krzyż Kawalerski            |         |          |

(*) do 1960 w kraju i do 1990 na uchodźstwie: Wielka Wstęga
| Sposób noszenia Orderu Odrodzenia Polski | Sposób noszenia Orderu Odrodzenia Polski | Sposób noszenia Orderu Odrodzenia Polski | Sposób noszenia Orderu Odrodzenia Polski | Sposób noszenia Orderu Odrodzenia Polski |
| ---------------------------------------- | ---------------------------------------- | ---------------------------------------- | ---------------------------------------- | ---------------------------------------- |
|                                          |                                          |                                          |                                          |                                          |
| 1 Krzyż Kawalerski                       | 2 Krzyż Oficerski                        | 3 Krzyż Komandorski                      | 4 Krzyż Komandorski z Gwiazdą            | 5 Krzyż Wielki                           |

## W II Rzeczypospolitej
W pracach ustawodawczych Komisji Konstytucyjnej Sejmu RP, nazwa tego orderu miała brzmieć „Bene Merenti” (Dobrze Zasłużonym), ale ostatecznie przyjęto nazwę „Polonia Restituta” (Polska Odrodzona).
Na mocy ustawy z 4 lutego 1921 o ustanowieniu orderu „Odrodzenia Polski” miał on cztery klasy. Nowy podział, na pięć klas wraz z tytułami przysługującymi kawalerom, wprowadzony został rok później.
Zgodnie z tą ustawą, kawalerom Orderu Odrodzenia Polski przysługiwały tytuły:
- pierwszej klasy: Kawalera wielkiej wstęgi orderu „Odrodzenia Polski”;
- drugiej klasy: Kawalera Krzyża Komandorskiego z gwiazdą orderu „Odrodzenia Polski”;
- trzeciej klasy: Kawalera Krzyża Komandorskiego orderu „Odrodzenia Polski”;
- czwartej klasy: Kawalera Krzyża Oficerskiego orderu „Odrodzenia Polski”;
- piątej klasy: Kawalera orderu „Odrodzenia Polski”.

Wymiar krzyża wynosił: w klasie I – 69 mm, w klasach II i III – 58 mm, w klasie IV – 50 mm i w klasie V – 41 mm. Ustawa nie podawała wymiarów krzyża I klasy, podając jedynie, że zamieszczony wzór jest „wielkości naturalnej”. Pozostałe klasy miały być wykonane według tego samego wzoru, ale proporcjonalnie mniejsze, z długością krzyża pomiędzy końcami przeciwległych ramion jak podano wyżej.
W okresie II Rzeczypospolitej Order Odrodzenia Polski był zwykle nadawany w dwóch terminach świąt państwowych: 3 maja i 11 listopada.

## Na uchodźstwie
Do 1990 w wersji przedwojennej także nadawane przez rząd Rzeczypospolitej Polskiej na uchodźstwie.

## W Polsce Ludowej
W 1944 dekretem PKWN z 22 grudnia order ten został włączony do systemu odznaczeń nowego, socjalistycznego państwa (Polski Ludowej). Zachowano jego kształt i barwy, pozbawiając jednak godło korony, a na rewersie krzyża zmieniono rok na „1944”.
Ustawą z 1960 order został drugim w hierarchii odznaczeń odznaczeniem państwowym (po Orderze Budowniczych Polski Ludowej). Ustawa ta zmieniła nazwę pierwszej klasy na Krzyż Wielki orderu Odrodzenia Polski (wcześniej była to Wielka wstęga orderu Odrodzenia Polski). Pozostałe klasy pozostały niezmienione. Nowy opis odznaki orderu zawierała uchwała Rady Państwa z 29 lutego 1960. Ta sama uchwała ustanawiała nowe starszeństwo dla orderu.
W latach 1982–1992, zgodnie z zapisami ustawy Karta Nauczyciela, nauczycielom nadawany był Krzyż Kawalerski Orderu Odrodzenia Polski, ale wyłącznie z tytułu trzydziestoletniej szczególnie wyróżniającej pracy pedagogicznej. Z tego tytułu nadano go 63 416 osobom. Podobne przepisy obowiązywały w okresie PRL również dla innych grup zawodowych (górników, hutników, stoczniowców, portowców), określając lata nieprzerwanej i wyróżniającej się pracy oraz klasę orderu lub odznaczenia (przykładowo górnicy otrzymywali już po 20 latach pracy Order Sztandaru Pracy II klasy – wyższy od Krzyża Komandorskiego Orderu Odrodzenia Polski w systemie orderowo-odznaczeniowym PRL).
Do 1987 przyznano:
- I klasy – 190 szt.
- II klasy – 1031 szt.
- III klasy – 9757 szt.
- IV klasy – 36 602 szt.
- V klasy – 567 005 szt.

Łącznie w latach 1944–1992 (do końca obowiązywania ustawy z okresu PRL) przyznano 681 949 Orderów Odrodzenia Polski.

## W III Rzeczypospolitej
Współczesny wygląd Orderu Odrodzenia Polski ustalony został rozporządzeniem Prezydenta Rzeczypospolitej Polskiej z 10 listopada 1992 w sprawie opisu, materiału, wymiarów wzorów rysunkowych oraz sposobu i okoliczności noszenia odznak orderów i odznaczeń: „Odznaką Orderu Odrodzenia Polski jest krzyż równoramienny, złocony, zakończony na rogach ramion kulkami. W środku krzyża, na okrągłej, czerwonej, emaliowanej tarczy, umieszczony jest biało emaliowany orzeł według wzoru określonego w ustawie z 1 sierpnia 1919 o godłach i barwach Rzeczypospolitej Polskiej. Kontury, korona, dziób i szpony orła są złocone. Na otoku, pokrytym szafirową emalią, umieszczony jest złocony napis „POLONIA RESTITUTA”. Na odwrotnej stronie ramiona krzyża są złocone, z obramowaniem. W środku krzyża, na okrągłej, czerwono emaliowanej tarczy, w ornamentowanym obramowaniu, umieszczona jest złocona data „1918”. Wymiar krzyża wynosi: w klasie I – 68 mm, w klasach II i III – 60 mm, w klasie IV – 55 mm i w klasie V – 44 mm.
W klasie I Orderu krzyż zawieszony jest na czerwonej, wielkiej wstędze szerokości 100 mm z białymi paskami po bokach, szerokości 5 mm. W klasach II i III krzyże zawieszone są na czerwonej wstędze, szerokości 45 mm z białymi paskami po bokach, szerokości 3 mm. W klasie IV krzyż zawieszony jest na czerwonej wstążce, szerokości 36 mm z białymi paskami, szerokości 2 mm z umieszczoną pośrodku wstążki rozetką, o średnicy 30 mm upiętą z tejże wstążki. W klasie V krzyż zawieszony jest na takiej samej wstążce, bez rozetki.
W klasach I i II odznaką Orderu jest ponadto gwiazda orderowa srebrzona, o średnicy 75 mm z ośmiu pęków promieni. W środku gwiazdy, na okrągłej, biało emaliowanej tarczy, umieszczony jest złocony monogram „RP”, na otoku pokrytym szafirową emalią złocony napis „POLONIA RESTITUTA”.
Współczesną wersję odznaczenia opracował rzeźbiarz i medalier Edward Gorol.

## Wielcy mistrzowie Orderu
| Epoka                  | Epoka                             | Wielki Mistrz Orderu                | Wielki Mistrz Orderu                               | Wielki Mistrz Orderu | Lata nadań |
| ---------------------- | --------------------------------- | ----------------------------------- | -------------------------------------------------- | -------------------- | ---------- |
|                        | II Rzeczpospolita                 |                                     | Naczelnik Państwa                                  | Józef Piłsudski      | 1921–1922  |
|                        | II Rzeczpospolita                 | Prezydent Rzeczypospolitej Polskiej | Gabriel Narutowicz                                 | 1922                 |            |
|                        | II Rzeczpospolita                 | Prezydent Rzeczypospolitej Polskiej | Stanisław Wojciechowski                            | 1922–1926            |            |
|                        | II Rzeczpospolita                 | Prezydent Rzeczypospolitej Polskiej |                                                    | Ignacy Mościcki      | 1926–1939  |
| Władze RP na obczyźnie |                                   | Prezydent Rzeczypospolitej Polskiej | Władysław Raczkiewicz                              | 1939−1947            |            |
|                        | Rzeczpospolita Polska (1944-1952) | Prezydent Rzeczypospolitej Polskiej |                                                    | Bolesław Bierut      | 1947–1952  |
|                        | Władze RP na obczyźnie            |                                     | Prezydent Rzeczypospolitej Polskiej na Uchodźstwie | August Zaleski       | 1947–1972  |
|                        | Władze RP na obczyźnie            | Stanisław Ostrowski                 | Prezydent Rzeczypospolitej Polskiej na Uchodźstwie | 1972–1979            |            |
|                        | Władze RP na obczyźnie            | Edward Raczyński                    | Prezydent Rzeczypospolitej Polskiej na Uchodźstwie | 1979–1986            |            |
|                        | Władze RP na obczyźnie            | Kazimierz Sabbat                    | Prezydent Rzeczypospolitej Polskiej na Uchodźstwie | 1986–1989            |            |
|                        | Władze RP na obczyźnie            | Ryszard Kaczorowski                 | Prezydent Rzeczypospolitej Polskiej na Uchodźstwie | 1989–1990            |            |
|                        | III Rzeczpospolita                |                                     | Prezydent Rzeczypospolitej Polskiej                | Wojciech Jaruzelski  | 1989–1990  |
|                        | III Rzeczpospolita                | Lech Wałęsa                         | Prezydent Rzeczypospolitej Polskiej                | 1990−1995            |            |
|                        | III Rzeczpospolita                | Aleksander Kwaśniewski              | Prezydent Rzeczypospolitej Polskiej                | 1995–2005            |            |
|                        | III Rzeczpospolita                | Lech Kaczyński                      | Prezydent Rzeczypospolitej Polskiej                | 2005–2010            |            |
|                        | III Rzeczpospolita                | Bronisław Komorowski                | Prezydent Rzeczypospolitej Polskiej                | 2010–2015            |            |
|                        | III Rzeczpospolita                | Andrzej Duda                        | Prezydent Rzeczypospolitej Polskiej                | 2015–2025            |            |
|                        | III Rzeczpospolita                | Karol Nawrocki                      | Prezydent Rzeczypospolitej Polskiej                | od 2025              |            |

## Kapituła Orderu Odrodzenia Polski
Na straży honoru Orderu stoi Kapituła Orderu. Pierwsza Kapituła Orderu Odrodzenia Polski została powołana 2 sierpnia 1921 w składzie: Jan Karol Kochanowski (Kanclerz Kapituły), Kajetan Olszewski (Sekretarz Kapituły), Bernard Chrzanowski (Skarbnik Kapituły), Jan Dąbski, Władysław Raczkiewicz, Michał Siedlecki, Włodzimierz Tetmajer i Leon Wyczółkowski (członkowie). 5 września 1936 prezydent Ignacy Mościcki powołał na trzyletnią kadencję nowy skład Kapituły, której kanclerzem został gen. dyw. Kazimierz Sosnkowski.
Obecnie Kapituła OOP składa się z Wielkiego Mistrza Orderu i ośmiu członków Kapituły, powoływanych przez Wielkiego Mistrza na pięć lat. Zgodnie z ustawą o orderach i odznaczeniach, Prezydent RP z urzędu staje się Kawalerem Orderu Odrodzenia Polski klasy I i przewodniczy Kapitule jako Wielki Mistrz Orderu.

## Starszeństwo
Starszeństwo, czyli kolejność noszenia orderów i odznaczeń regulowana jest ustawami prawa. Więcej o tym można przeczytać w artykule o polskim systemie orderowo-odznaczeniowym. Order Odrodzenia Polski w każdej z epok zajmował jedno z najwyższych miejsc. Poniżej znajduje się szczegółowy opis każdej z klas orderu i jej miejsca w hierarchii odznaczeń państwowych.
| Starszeństwo |                 | Okres II RP (1918–1939)                                                      | Władze RP na uchodźstwie (1939–1990)                                               | Okres Polski Ludowej (1944–1989)                                             | Okres III RP (po 1989 r.)                                                     |
| ------------ | --------------- | ---------------------------------------------------------------------------- | ---------------------------------------------------------------------------------- | ---------------------------------------------------------------------------- | ----------------------------------------------------------------------------- |
| I klasa      | powyżej poniżej | Order Virtuti Militari V klasy 7. miejsce Order Odrodzenia Polski II klasy   | Order Virtuti Militari V klasy 7. miejsce Order Odrodzenia Polski II klasy         | Order Budowniczych Polski Ludowej 2. miejsce Order Virtuti Militari I klasy  | Order Virtuti Militari V klasy 7. miejsce Order Odrodzenia Polski II klasy    |
| II klasa     | powyżej poniżej | Order Odrodzenia Polski I klasy 8. miejsce Order Odrodzenia Polski III klasy | Order Odrodzenia Polski I klasy 8. miejsce Order Odrodzenia Polski III klasy       | Order Sztandaru Pracy I klasy 6. miejsce Order Virtuti Militari II klasy     | Order Odrodzenia Polski I klasy 8. miejsce Order Odrodzenia Polski III klasy  |
| III klasa    | powyżej poniżej | Order Odrodzenia Polski II klasy 9. miejsce Krzyż Niepodległości             | Order Odrodzenia Polski II klasy 9. miejsce Krzyż Niepodległości                   | Order Sztandaru Pracy II klasy 10. miejsce Order Krzyża Grunwaldu III klasy  | Order Odrodzenia Polski II klasy 9. miejsce Order Odrodzenia Polski IV klasy  |
| IV klasa     | powyżej poniżej | Krzyż Niepodległości 11. miejsce Order Odrodzenia Polski V klasy             | Krzyż Niepodległości Polski Podziemnej 12. miejsce Order Odrodzenia Polski V klasy | Order Virtuti Militari III klasy 13. miejsce Order Virtuti Militari IV klasy | Order Odrodzenia Polski III klasy 10. miejsce Order Odrodzenia Polski V klasy |
| V klasa      | powyżej poniżej | Order Odrodzenia Polski IV klasy 12. miejsce Krzyż Walecznych                | Order Odrodzenia Polski IV klasy 13. miejsce Krzyż Walecznych                      | Order Virtuti Militari IV klasy 15. miejsce Order Virtuti Militari V klasy   | Order Odrodzenia Polski IV klasy 11. miejsce Order Krzyża Wojskowego I klasy  |

## Statystyki

### III Rzeczpospolita (od 1990)
Zbiorcze zestawienie nadań Orderów Odrodzenia Polski od 1990 z podaniem liczby oraz procentowego udziału nadań poszczególnych klas Orderu w danym okresie:
| Prezydent                            | Krzyż Wielki (I klasa) | Krzyż Komandorski z Gwiazdą (II klasa) | Krzyż Komandorski (III klasa) | Krzyż Oficerski (IV klasa) | Krzyż Kawalerski (V klasa) | Razem         |
| ------------------------------------ | ---------------------- | -------------------------------------- | ----------------------------- | -------------------------- | -------------------------- | ------------- |
| Lech Wałęsa                          | 21 0,13%               | 88 0,53%                               | 314 1,90%                     | 1132 6,83%                 | 15021 90,61%               | 16576         |
| Aleksander Kwaśniewski (I kadencja)  | 44 0,54%               | 207 2,53%                              | 723 8,83%                     | 2169 26,50%                | 5041 61,60%                | 8184          |
| Aleksander Kwaśniewski (II kadencja) | 29 0,27%               | 146 1,34%                              | 739 6,78%                     | 2750 25,23%                | 7234 66,38%                | 10898         |
| Lech Kaczyński                       | 64 1,06%               | 169 2,8%                               | 866 14,34%                    | 1871 30,99%                | 3068 50,81%                | 6038          |
| Bronisław Komorowski*                | 46 0,77%               | 106 1,78%                              | 459 7,70%                     | 1436 24,11%                | 3910 65,64%                | 5957          |
| Andrzej Duda (I kadencja)            | 24 0,74%               | 69 2,12%                               | 546 16,81%                    | 732 22,54%                 | 1877 57,79%                | 3248          |
| Andrzej Duda (II kadencja)           | 29 1,02%               | 56 1,97%                               | 266 9,33%                     | 720 25,26%                 | 1779 62,42%                | 2850          |
| Karol Nawrocki                       | 0                      | 0                                      | 0                             | 0                          | 0                          | 0             |
| Razem                                | 257 0,48% (+6)**       | 841 1,56%                              | 3 913 7,28%                   | 10 810 20,11%              | 37 930 70,57%              | 53 751 (+6)** |

(*) – obejmuje również nadania dokonane przez Bronisława Komorowskiego, gdy jako marszałek Sejmu pełnił obowiązki prezydenta
(**) – Krzyże Wielkie Orderu Odrodzenia Polski, które z urzędu otrzymują prezydenci RP

#### Lech Wałęsa (1990–1995)
Prezydentura Lecha Wałęsy:
| Rok   | I klasa | II klasa | III klasa | IV klasa | V klasa | Razem |
| ----- | ------- | -------- | --------- | -------- | ------- | ----- |
| 1990  | 1       | 6        | 83        | 481      | 8755    | 9326  |
| 1991  | 4       | 7        | 47        | 115      | 3472    | 3645  |
| 1992  | 3       | 11       | 52        | 203      | 1605    | 1874  |
| 1993  | 6       | 18       | 32        | 87       | 392     | 535   |
| 1994  | 4       | 17       | 37        | 119      | 292     | 469   |
| 1995  | 4       | 29       | 63        | 127      | 505     | 728   |
| Razem | 22      | 88       | 314       | 1132     | 15021   | 16577 |

#### Aleksander Kwaśniewski – I kadencja (1996–2000)
Prezydentura Aleksandra Kwaśniewskiego – I kadencja:
| Rok   | I klasa | II klasa | III klasa | IV klasa | V klasa | Razem |
| ----- | ------- | -------- | --------- | -------- | ------- | ----- |
| 1996  | 6       | 15       | 59        | 146      | 378     | 604   |
| 1997  | 10      | 44       | 105       | 344      | 898     | 1401  |
| 1998  | 15      | 57       | 154       | 369      | 1016    | 1611  |
| 1999  | 4       | 47       | 201       | 588      | 1143    | 1983  |
| 2000  | 9       | 44       | 204       | 722      | 1606    | 2585  |
| Razem | 44      | 207      | 723       | 2169     | 5041    | 8184  |

#### Aleksander Kwaśniewski – II kadencja (2001–2005)
Prezydentura Aleksandra Kwaśniewskiego – II kadencja:
| Rok   | I klasa | II klasa | III klasa | IV klasa | V klasa | Razem |
| ----- | ------- | -------- | --------- | -------- | ------- | ----- |
| 2001  | 6       | 36       | 175       | 611      | 1524    | 2352  |
| 2002  | 5       | 36       | 142       | 525      | 1429    | 2137  |
| 2003  | 6       | 22       | 99        | 428      | 1205    | 1760  |
| 2004  | 2       | 23       | 137       | 485      | 1311    | 1958  |
| 2005  | 10      | 29       | 186       | 701      | 1765    | 2691  |
| Razem | 29      | 146      | 739       | 2750     | 7234    | 10898 |

#### Lech Kaczyński (2005–2010)
Prezydentura Lecha Kaczyńskiego:
| Rok   | I klasa | II klasa | III klasa | IV klasa | V klasa | Razem |
| ----- | ------- | -------- | --------- | -------- | ------- | ----- |
| 2006  | 17      | 41       | 161       | 309      | 279     | 807   |
| 2007  | 13      | 43       | 168       | 443      | 757     | 1424  |
| 2008  | 10      | 30       | 166       | 415      | 780     | 1401  |
| 2009  | 19      | 51       | 279       | 604      | 1105    | 2058  |
| 2010  | 5       | 4        | 92        | 100      | 147     | 348   |
| Razem | 64      | 169      | 866       | 1871     | 3068    | 6038  |

#### Bronisław Komorowski (2010–2015)
Marszałek Bronisław Komorowski w czasie, gdy pełnił obowiązki Prezydenta (10 kwietnia–8 lipca 2010):
| IV–VII 2010 | I klasa | II klasa | III klasa | IV klasa | V klasa | Razem |
| ----------- | ------- | -------- | --------- | -------- | ------- | ----- |
| Razem       | 11      | 18       | 30        | 43       | 57      | 159   |

Prezydentura Bronisława Komorowskiego:
| Rok   | I klasa | II klasa | III klasa | IV klasa | V klasa | Razem |
| ----- | ------- | -------- | --------- | -------- | ------- | ----- |
| 2010  | 5       | 8        | 57        | 134      | 405     | 609   |
| 2011  | 11      | 43       | 149       | 532      | 1267    | 2002  |
| 2012  | 3       | 14       | 75        | 273      | 685     | 1050  |
| 2013  | 4       | 7        | 72        | 164      | 537     | 784   |
| 2014  | 7       | 10       | 45        | 184      | 570     | 816   |
| 2015  | 5       | 6        | 31        | 106      | 389     | 537   |
| Razem | 35      | 88       | 429       | 1393     | 3853    | 5798  |

#### Andrzej Duda – I kadencja (2015–2020)
Prezydentura Andrzeja Dudy – I kadencja:
| Rok   | I klasa | II klasa | III klasa | IV klasa | V klasa | Razem |
| ----- | ------- | -------- | --------- | -------- | ------- | ----- |
| 2015  | 5       | 9        | 11        | 30       | 36      | 91    |
| 2016  | 5       | 18       | 174       | 146      | 358     | 701   |
| 2017  | 3       | 16       | 110       | 224      | 572     | 925   |
| 2018  | 2       | 3        | 99        | 132      | 315     | 551   |
| 2019  | 8       | 19       | 83        | 131      | 417     | 658   |
| 2020  | 1       | 4        | 69        | 69       | 179     | 322   |
| Razem | 24      | 69       | 546       | 732      | 1877    | 3248  |

#### Andrzej Duda – II kadencja (2020–2025)
Prezydentura Andrzeja Dudy – II kadencja:
| Rok   | I klasa | II klasa | III klasa | IV klasa | V klasa | Razem |
| ----- | ------- | -------- | --------- | -------- | ------- | ----- |
| 2020  | 1       | 6        | 25        | 64       | 152     | 248   |
| 2021  | 10      | 11       | 66        | 182      | 359     | 628   |
| 2022  | 5       | 11       | 49        | 161      | 435     | 661   |
| 2023  | 5       | 8        | 45        | 103      | 286     | 447   |
| 2024  | 3       | 6        | 38        | 76       | 237     | 360   |
| 2025  | 5       | 14       | 43        | 134      | 310     | 506   |
| Razem | 29      | 56       | 266       | 720      | 1779    | 2850  |

#### Karol Nawrocki (od 2025)
Prezydentura Karola Nawrockiego (stan na 8 sierpnia 2025):
| Rok  | I klasa | II klasa | III klasa | IV klasa | V klasa | Razem |
| ---- | ------- | -------- | --------- | -------- | ------- | ----- |
| 2025 | 0       | 0        | 0         | 0        | 0       | 0     |

## Odznaczeni

### Odznaczeni Orderem Odrodzenia Polski I Klasy

#### Odznaczeni w latach 1921–1939
- Józef Piłsudski z urzędu[29][30]
- Hector André de Panafieu 13 lipca 1921[31]
- Jan Dąbski 13 lipca 1921[30][31]
- Jan Karol Kochanowski 29 grudnia 1921[30][32]
- Józef Bilczewski 2 maja 1922[30][33]
- Karol Hryniewiecki 2 maja 1922[30][33]
- Aleksander Kakowski 2 maja 1922[30][34][33]
- Gabriel Narutowicz 11 grudnia 1922, z urzędu[29]
- Stanisław Wojciechowski 20 grudnia 1922, z urzędu[29]
- Roman Dmowski 2 maja 1923[30][35]
- Ignacy Jan Paderewski 2 maja 1923[30][35]
- Antoni Ponikowski 2 maja 1923[30][35]
- Władysław Sikorski 2 maja 1923[30][35]
- Konstanty Skirmunt 2 maja 1923[30][35]
- Aleksander Skrzyński 2 maja 1923[30][35]
- Maurycy Zamoyski 2 maja 1923[30][35]
- Lucjan Żeligowski 2 maja 1923[30][35]
- Kazimierz Sosnkowski 22 lutego 1924[30]
- Adam Stefan Sapieha 2 maja 1924[30][36]
- Józef Teodorowicz 2 maja 1924[30][36]
- Dionizy (Waledyński) 27 grudnia 1924[37][38]
- Władysław Reymont 17 grudnia 1924[39]
- Heihachirō Tōgō 7 sierpnia 1925[40]
- Stefan Żeromski 30 kwietnia 1925[41]
- Jan Cieplak 7 listopada 1925[42]
- Edvard Beneš 1925[43]
- Alfred Chłapowski 28 kwietnia 1926[44]
- Ignacy Mościcki 4 czerwca 1926, z urzędu[29]
- Stanisław Patek 9 listopada 1926[45]
- Jan Kanty Steczkowski 30 kwietnia 1927[46]
- Giichi Tanaka 5 października 1927[47]
- Władysław Bandurski 10 listopada 1927[48]
- Karol Antoni Lanckoroński 3 maja 1928[49]
- Edward Śmigły-Rydz 10 listopada 1928[50]
- Cyryl Ratajski 28 września 1929[51]
- Stanisław Wachowiak 28 września 1929[51]
- Kazimierz Olszowski 27 listopada 1929[52]
- Jan Mrozowski 8 listopada 1930[53]
- Leon Supiński 8 listopada 1930[53]
- Stanisław Wróblewski 8 listopada 1930[53]
- Sławomir Czerwiński 24 października 1931[54]
- Kazimierz Kostanecki 9 listopada 1931[55]
- Eugeniusz Kwiatkowski 9 listopada 1931[55]
- Rudolf Różycki 9 listopada 1931[55]
- Émile Hergault czerwiec 1931[56]
- Konstantyn Dominik 14 marca 1933[57]
- Ignacy Boerner (pośmiertnie) 15 kwietnia 1933[58]
- Douglas MacArthur 9 września 1932[59]
- Leon Wałęga (pośmiertnie) 25 kwietnia 1933[60]
- Hiroyuki Kawai (pośmiertnie) sierpień 1933[61]
- Bogdan Hutten-Czapski 10 listopada 1933[62]
- Jakub Krzemieński 10 listopada 1933[62]
- Wacław Sieroszewski 10 listopada 1933[62]
- Władysław Zamoyski (1853–1924) (pośmiertnie) 10 listopada 1933[62]
- Adam Skwarczyński (pośmiertnie) 4 kwietnia 1934[63]
- Jakub Ksawery Potocki 24 września 1934[64]
- Józef Beck 11 listopada 1934[65]
- Leon Wyczółkowski 11 listopada 1934[65]
- Wacław Makowski 15 lipca 1935[66]
- Wojciech Rostworowski 15 lipca 1935[66]
- Stanisław Car 15 lipca 1935[66]
- Aleksander Prystor 15 lipca 1935[66]
- Kazimierz Świtalski 15 lipca 1935[66]
- Władysław Raczkiewicz 15 lipca 1935[66]
- Janusz Jędrzejewicz 15 lipca 1935[66]
- Henryk Floyar-Rajchman 11 listopada 1935[67]
- Mikołaj Kwaśniewski 11 listopada 1935[67]
- Felicjan Sławoj Składkowski 11 listopada 1935[67]
- August Zaleski 11 listopada 1935[67]
- Michał Butkiewicz (polityk) 14 stycznia 1936[68]
- Czesław Michałowski 22 maja 1936[69]
- Stanisław Okoniewski (biskup) 27 czerwca 1936[70]
- Gustaw Orlicz-Dreszer (pośmiertnie) 18 lipca 1936[71]
- Kazimierz Bartel 11 listopada 1936[72]
- Bronisław Hełczyński 11 listopada 1936[72]
- Karol Szymanowski 2 kwietnia 1937[73]
- Stanisław Gall 2 lipca 1937[74]
- Jan Piłsudski 7 września 1937[75]
- Romuald Jałbrzykowski 11 listopada 1937[76]
- Aleksandra Piłsudska 11 listopada 1937[76]
- Leon Noël 6 grudnia 1937[77]
- Andrej Hlinka 1937
- Antoni Laubitz 10 marca 1938[78]
- Adolf Szelążek 25 maja 1938[79]
- Leon Berbecki 1938[80]
- Miķelis Valters wrzesień 1938[81]
- Władysław Belina-Prażmowski (pośmiertnie) 19 października 1938[82]
- Adam Chmielowski (pośmiertnie) 10 listopada 1938[83]
- Marian Leon Fulman 10 listopada 1938[83]
- Aleksander Osiński 10 listopada 1938[83]
- Leonard Skierski 10 listopada 1938[83]
- Jan Modzelewski 10 listopada 1938[83]
- Alfred Wysocki 10 listopada 1938[83]
- Stasys Raštikis 6 maja 1939 (wizyta)

bez ustalonej daty
- Vilhelms Munters
- Kārlis Ulmanis

#### Odznaczeni w latach 1939–1990 przez władze RP na uchodźstwie
- Władysław Raczkiewicz, 30 września 1939 (ponownie, z urzędu)
- John Dill 1941
- Dudley Pound 1942
- Alan Brooke 8 października 1943
- Arthur Tedder 1943
- Tadeusz Brzeski 2 maja 1956[84]
- Adam Tarnowski (pośmiertnie) 11 maja 1956[85]
- Jerzy Świrski 28 czerwca 1957[86]
- Wacław Babiński (pośmiertnie) 20 września 1957[87]
- Xawery Glinka (pośmiertnie) 12 listopada 1957[88]
- Kazimierz Fabrycy (pośmiertnie) 22 lipca 1958[89]
- Zbigniew Żółtowski 21 kwietnia 1959[90]
- Stanisław Kauzik Dołęga-Modrzewski (pośmiertnie) 27 kwietnia 1959[90]
- Czesław Pruszyński 11 listopada 1959[91]
- Marian Szumlakowski (pośmiertnie) 13 grudnia 1961[92]
- Jan Brandys 22 czerwca 1962[93]
- Stanisław Okoniewski 11 listopada 1962[94]
- Wacław Grubiński 8 lutego 1965[95]
- Antoni Pająk 11 lipca 1965[96]
- Adam Pragier 11 listopada 1965[97]
- Stanisław Lubodziecki 3 maja 1966[98]
- Stefan Jacek Dembiński 11 listopada 1966[99]
- Kordian Józef Zamorski 11 listopada 1966[99]
- Aleksander Zawisza 1 stycznia 1967[100]
- Stanisław Ostrowski od 9 kwietnia 1972 (z urzędu)
- Zygmunt Muchniewski 3 maja 1972[101]
- Tadeusz Romer 11 listopada 1974[102]
- Roman Odzierzyński (pośmiertnie) 16 lipca 1975[103]
- Stanisław Kopański (pośmiertnie) 19 marca 1976[104]
- Mikołaj Dolanowski (pośmiertnie) 15 marca 1978[105]
- Zygmunt Bohusz-Szyszko 30 marca 1979[106]
- Edward Bernard Raczyński 8 kwietnia 1979 (z urzędu)
- Wacław Jędrzejewicz 19 marca 1983[107]
- Stanisław Maczek 2 marca 1987[108]
- Klemens Rudnicki 2 marca 1987[108]
- Alojzy Mazewski (pośmiertnie) 11 listopada 1988[109]
- Ryszard Kaczorowski 19 lipca 1989 (z urzędu)
- Zygmunt Szadkowski 3 maja 1989[110]
- Stefan Soboniewski 11 listopada 1989[110]
- Edward Szczepanik 11 listopada 1989[110]
- Bohdan Wendorff 11 listopada 1989[110]
- Jan Nowak-Jeziorański 11 listopada 1990[111]
- ks. bp Szczepan Wesoły 11 listopada 1990[111]

bez ustalonej daty
- Stanisław Bobrowski
- Tadeusz Komorowski

#### Odznaczeni w latach 1944–1989 przez władze Polski Ludowej
Polacy
- Ludwik Solski 1945
- Władysław Gomułka 1946
- Edward Osóbka-Morawski 1946
- Michał Rola-Żymierski 1946
- Jan Stańczyk 1946, Krzyż Komandorski z Gwiazdą (19 lipca 1946)[112]
- Tomasz Nocznicki (pośmiertnie) 6 października 1947[113]
- Władysław Kowalski 21 lipca 1949[114]
- Józef Cyrankiewicz 22 lipca 1949[115]
- Stanisław Kulczyński 1949
- Franciszek Fiedler 11 września 1950[116]
- Aleksander Zelwerowicz 1951
- Józef Niećko (pośmiertnie) 21 listopada 1953[117]
- Henryk Kołodziejski (pośmiertnie) 1953
- Julian Tuwim 1953
- Zofia Nałkowska (pośmiertnie) 20 grudnia 1954[118]
- Kazimierz Nitsch 1954
- Stanisław Popławski 1954
- Wincenty Baranowski 1954
- Zygmunt Szymanowski 1955
- Wacław Sierpiński 1957
- Aleksander Zawadzki 1959
- Tadeusz Kotarbiński 1962
- Bolesław Drobner 1963
- Mieczysława Ćwiklińska 1960
- Stefan Ignar 1964[119]
- Zygmunt Berling 1966
- Jerzy Bordziłowski 1968
- Henryk Jabłoński 1974
- Jarosław Iwaszkiewicz 1974
- Edward Gierek 1978 (pozbawiony w 1981)
- Jerzy Szablowski 1980
- Piotr Jaroszewicz 1981 (pozbawiony w 1981)
- Kazimierz Dobrowolski 1984
- Edmund Apolinarski 1985
- Marian Mięsowicz 1987
- Jan Anioła 1988
- Jerzy Grzymek 1988
- Kazimierz Dejmek 1989
- Mieczysław Klimaszewski 1989
- Stanisław Lorentz 1989

Obcokrajowcy
- Arthur Harris 1945
- Dwight Eisenhower 18 maja 1945
- Ivan Ribar 1946
- Otto Grotewohl 1946
- Karol Bernadotte 1946
- Birger Ekeberg 1946
- Hans Simonsson 1946
- Helge Strombacg 1946
- Fiorello La Guardia 19 sierpnia 1946[120]
- Paul Dassault 12 listopada 1946[121]
- Vladimír Clementis 1947
- Klement Gottwald 1947
- Arnošt Heinrich 1947
- Josef Hejret 1947
- Jan Kopecký 1947
- Bohumil Laušman 1947
- Jan Masaryk 1947
- Ivan Pietor 1947
- Hubert Ripka 1947
- Zdeněk Fierlinger 5 lipca 1947[122]
- Viliam Široký 5 lipca 1947[122]
- Jan Šrámek 5 lipca 1947[122]
- Ján Ursíny 5 lipca 1947[122]
- Petr Zenkl 5 lipca 1947[122]
- Erik Eriksen 1947
- Gustav Rasmussen 1947
- Július Ďuriš 1948
- Evžen Erban 1948
- Gustáv Husák 1948
- Josef Plojhar 1948
- Karol Šmidke 1948
- István Dobi 1948
- Kristin Dobrew 1948
- Georgi Dymitrow 1948
- Wasił Kołarow 1948
- Pavel Tagarow 1948
- Dobri Terepeszew 1948
- Stefan Tonczew 1948
- Vihtori Vesterinen 1948
- Uuno Takki 1948
- Teochari Georgescu 1948
- Petru Groza 1948
- Ostav Livezeanu 1948
- Ion Pas 1948
- Ana Pauker 1948
- Lajos Dinnyés 1948
- Ernő Michalyti 1948
- Erik Molnár 1948
- Géza Révész 1948
- Istvan Riesz 1948
- Árpád Szakasits 1948
- Wiaczesław Mołotow 1948
- Gyula Ortutay(inne języki) 1949
- Iwan Jumaszew 1949
- Miron Constantinescu 1949
- Gheorghe Gheorghiu-Dej 1949
- Vasile Luca 1949
- Gheorghe Vasilichi 1949
- Zhou Enlai 1954
- Emil Sandström 1954
- Norodom Sihanouk 1956
- Norodom Suramarit 1956
- Kim Ir Sen 1956
- Hồ Chí Minh 1957
- Vieno Johannes Sukselainen 1957
- Ch’oe Yong Gŏn 1959
- Adolfo López Mateos 1963
- Urho Kaleva Kekkonen 1964
- Reino Ragnar Lehto 1964
- Josip Broz Tito dwukrotnie: 1964 i 1973[123]
- Ambrogio Donini 1965
- Giuseppe Saragat 1965
- Abiye Abebe 1965
- Ketema Yifru 1965
- Yilma Deressa 1965
- Beyene Merid 1965
- Kifle Irgetu 1965
- Iskinder Desta 1965
- Ymru Hajle Syllasje 1965
- Tenagnework Haile Selassie 1965
- Zewde Gebrehiwot 1965
- Yndalkaczeu Mekonnyn 1965
- Asfa Uesen 1965
- Merid Mengesha 1965
- Mesfin Sileshi 1965
- Aklilu Habte-Ueld 1965
- Tefera Work Kidanewold 1965
- Medferiashwork Abebe 1965
- Kwame Nkrumah 1965
- Gamal Abdel Naser 1965
- Tahia Kazem 1965
- Husajn asz-Szafi’i 1965
- Hasan Ibrahim 1965
- Zakarijja Muhji ad-Din 1965
- Ali Sabri 1965
- Mohammad Reza Pahlawi 1966
- Farah Pahlawi 1966
- Gaspare Ambrosini 1967
- Cesare Merzagora 1967
- Aldo Moro 1967
- Maurice Couve de Murville 1967
- Charles de Gaulle 1967
- Georges Pompidou 1967
- Georgi Trajkov 1967
- Todor Żiwkow 1967
- Andriej Grieczko 22 lutego 1968
- Ahmad Hasan al-Bakr 1968
- Asadollah Alam 1968
- Bahram Aryana 1968
- Manuczehr Eghbal 1968
- Dżafar Szarif-Emami 1968
- Abdollah Riazi 1968
- Ardeshir Zahedi 1968
- Jumdżaagijn Cedenbal 1968
- Jamsrangiin Sambuu 1968
- Antonín Novotný 1969
- Ludvík Svoboda 1969
- Achille Van Acker 1971
- Pierre Messmer 1972
- Maurice Schumann 1972
- Hafiz al-Asad 1973
- Fidel Castro 1973
- Osvaldo Dorticós Torrado 1973
- Hajle Syllasje I 1974
- Leonid Breżniew 1976
- Andriej Gromyko 1984

Instytucje i miejscowości
- Cieszyn 1980
- Gdańsk
- Gniezno
- Kraków
- Uniwersytet Jagielloński 1964[125]

Bez ustalonej daty
- Wasilij Czujkow
- Iwan Koniew
- Włodzimierz Sokorski